# Erythrogonia amicula
Erythrogonia amicula är en insektsart som först beskrevs av Jacobi 1905.  Erythrogonia amicula ingår i släktet Erythrogonia och familjen dvärgstritar. Inga underarter finns listade i Catalogue of Life.